# Bevagna
Bevagna es una localidad y comune italiana de la provincia de Perugia, región de Umbría, con 5.024 habitantes. En Bevagna nació en 1602 el pintor barroco Andrea Camassei.

## Evolución demográfica
| Gráfica de evolución demográfica de Bevagna entre 1861 y 2001 |
|                                                               |
| Fuente ISTAT - elaboración gráfica de Wikipedia               |